# Josef Týfa
Josef Týfa (5. prosince 1913 Běloves – 19. ledna 2007 Praha) byl český typograf, knižní grafik a tvůrce písem.

## Život a tvorba
Studoval na pražské Rotterově soukromé škole užité grafiky. Pracoval jako reklamní výtvarník velkých obchodních společností a průmyslových firem, byl vedoucím propagačního výtvarnictví PZO Centrotex, plzeňského Prazdroje či Baťových závodů. Od roku 1951 se zaměřil na tvorbu typografických písem a na knižní typografii. Společně se Stanislavem Dudou a Karlem Míškem navrhl antikvu Kolektiv (1953) a grotesk (1954). V roce 1960 uspěl s návrhem písma Týfova antikva a kurzíva, roku 1968 navrhl antikvu Academia s kurzívou do odborných publikací a Juvenis do knih pro děti (tato písma později digitalizoval František Štorm). Spolupracoval s českými nakladatelstvími, mj. Odeon, Academia, Avicenum, Horizont. Podílel se na typografické úpravě knih pro edice Most, Archiv, Ypsilon (vše Mladá fronta), Situace (Obelisk) či Klubu přátel poezie. Spolupracoval na propagaci reprezentačních výstav, např. Expo 58 v Bruselu, Československého skla v Moskvě a dalších. Byl členem SČUG Hollar a dopisujícím členem německého spolku Bund Deutscher Buchkünstler.
Za svou tvorbu získal titul zasloužilý umělec (1987), též řadu mezinárodních ocenění.

## Výstavy
- 1975 – Josef Týfa: Písmo, značky, kniha, Strahovská knihovna, filozofický sál, Praha
- 1999 – Josef Týfa, z cyklu Osobnosti českého grafického designu, Muzeum umění a designu Benešov
- 2000 – Josef Týfa, Moravská galerie Brno

## Zastoupení ve sbírkách
- Moravská galerie Brno
- Muzeum umění a designu Benešov
- Uměleckoprůmyslové muzeum Praha